# Желєзна Гора (Ленінградська область)
Желєзна Гора (рос. Железная Гора) — присілок у Кіриському районі Ленінградської області Російської Федерації.
Населення становить 14 осіб. Належить до муніципального утворення Пчовжинське сільське поселення.

## Історія
Згідно із законом від 1 вересня 2004 року № 49-оз органом  місцевого самоврядування є Пчовжинське сільське поселення.

## Населення
| 1879 | 1910 | 1928 | 1965 | 1997 | 2002 | 2007 |
| ---- | ---- | ---- | ---- | ---- | ---- | ---- |
| 94   | ↗131 | ↗158 | ↘67  | ↘17  | ↗19  | ↘18  |
| 2010 | 2017 |      |      |      |      |      |
| →18  | ↘14  |      |      |      |      |      |